# Gracias a la vida
«Gracias a la vida» es una popular canción de inspiración folclórica compuesta e interpretada por la cantautora chilena Violeta Parra (1917-1967), una de las artistas que sentó las bases del movimiento artístico conocido como la Nueva Canción Chilena. La canción, compuesta por Parra durante su estadía en La Paz, Bolivia  abre su álbum Las últimas composiciones (1966), el último publicado por Violeta antes de su suicidio, ocurrido el 5 de febrero de 1967.
En reiteradas ocasiones, esta canción ha sido considerada una de las más importantes de la música en idioma español y se le ha calificado como un «himno humanista», obteniendo el permanente reconocimiento de la crítica y el público como una obra profundamente humana y universal, más allá de su popularidad transversal.

## Composición

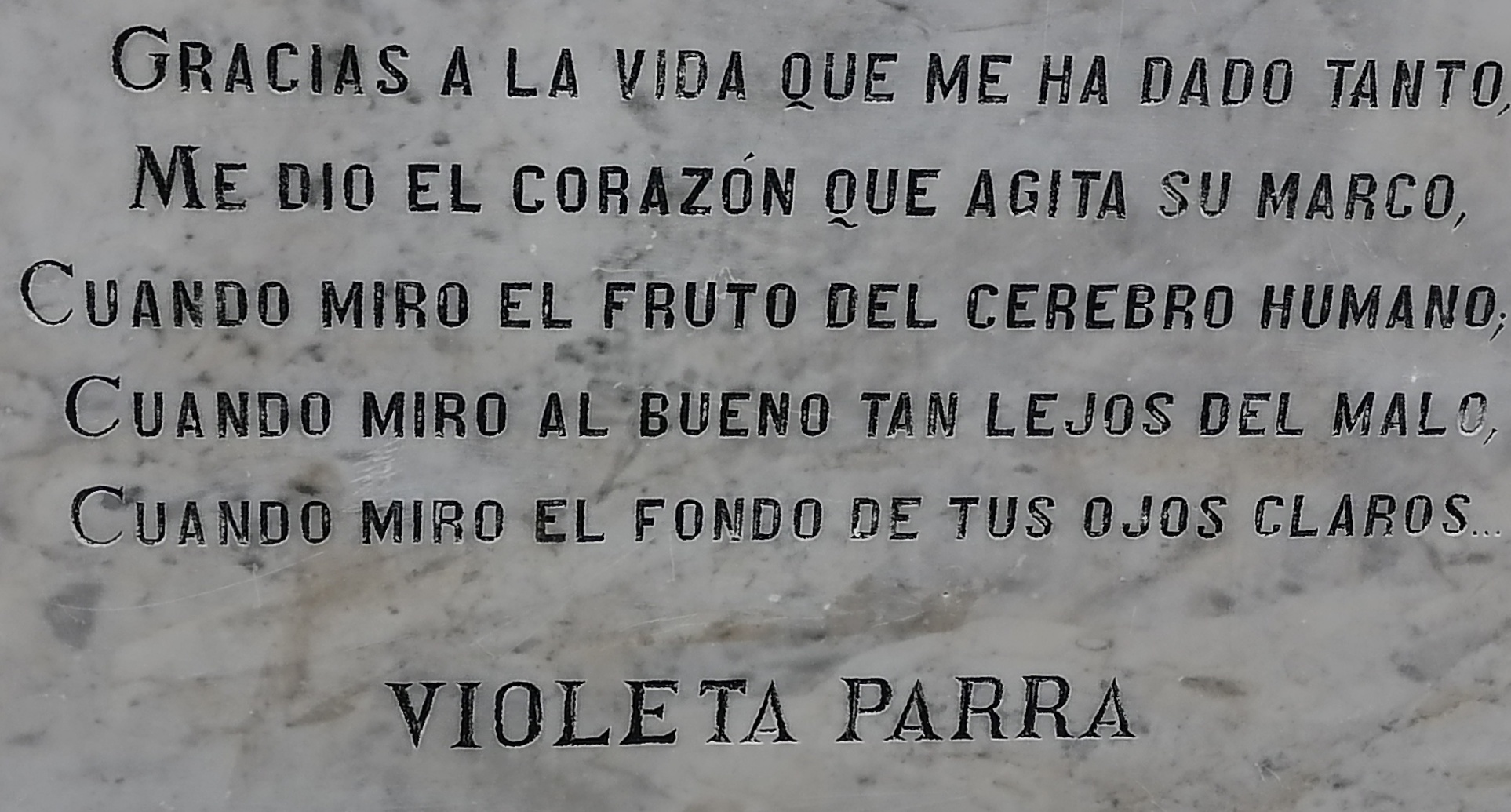
Placa con extracto de la canción Gracias a la vida, ubicada en la plaza de su ciudad natal.

La canción fue escrita e interpretada en mayo de 1966 por Violeta Parra en Bolivia, durante su estancia en La Paz; la letra está dedicada a Gilbert Favre con quien había tenido una relación sentimental. La composición hace referencia a los tiempos en los que Parra vivía en un cuarto con Favre en La Peña Naira de la calle Sagarnaga de La Paz; en ese cuarto convivieron por un tiempo hasta el fin definitivo de su relación. En la despedida, cuando Parra regresa a Chile, Ernesto Cavour le regala un charango a Parra, el cual ella aprende a tocar por sí misma y con este instrumento posteriormente grabaría en Chile la canción «Gracias a la vida». Dicho charango aparece en la foto de portada de su último álbum Las últimas composiciones.
Con la colaboración de sus hijos Isabel y Ángel y del músico uruguayo Alberto Zapicán, Violeta había preparado el disco que se transformó en Las últimas composiciones (1966). De acuerdo con algunos especialistas, se trata de un álbum que presenta lo mejor de su obra, conteniendo canciones como «Run Run se fue pa'l Norte», «Maldigo del alto cielo», «Volver a los 17» y «El Albertío». Este grupo de canciones fue «una suerte de epitafio adelantado, un disco de canciones tan intensas y contradictorias como su vida». Las evidencias indican que Violeta preparó cuidadosamente este disco para que se convirtiera en su última entrega. En efecto, nunca se habían mezclado de manera tan dramática sus emociones y sus creaciones, por lo que el trabajo resulta contradictorio y más intenso que cualquiera de sus anteriores trabajos.
Abriendo el álbum, «Gracias a la vida» ha asomado como una de las contradicciones más grandes de la compositora: Resulta paradójico que la autora de un himno de amor por la existencia se suicidara un año después de escribirla. Algunos críticos de su obra[cita requerida] perciben en la letra, en el estilo de musicalización, en los tonos usados y en la monotonía de sus temas el reflejo de un estado de ánimo depresivo y una canción de despedida. Esta canción también ha sido calificada como «irónica», llamando la atención sobre un posible sarcasmo, aunque otros prefieren calificar la temática como un «ejercicio último de generosidad de parte de un alma excepcional».
La canción cuenta con un acompañamiento de charango y percusión, aunque el principal protagonista es la voz de la propia Violeta que, en las siete estrofas de la canción, se dedica a agradecer la existencia por las diversas bendiciones que ha recibido: la vista, la audición, el lenguaje, la marcha, el corazón y, finalmente, la risa y el llanto, que forman, según reconoce, la materia prima «de su propio canto». Las estrofas están compuestas por cinco versos dodecasílabos cada una (excepto la última), y rima asonante en cada verso. Cada estrofa comienza con el motivo que impulsa la canción «Gracias a la vida que me ha dado tanto». La última estrofa es la única que cuenta con seis versos y es abierta y cerrada por el verso principal de la canción.
Posteriormente, la misma Violeta se declararía satisfecha con esta composición: «Creo que las canciones más lindas, las más maduras (perdónenme que les diga canciones lindas habiéndolas hecho yo, pero qué quieren ustedes, soy huasa, y digo las cosas sencillamente como las siento), son "Gracias a la Vida", "Volver a los 17" y "Run Run se fue pa'l Norte"». Presentaría su canción en sus espectáculos de la carpa de La Reina hasta poco antes de su suicidio, acaecido el 5 de febrero de 1967.

## Difusión

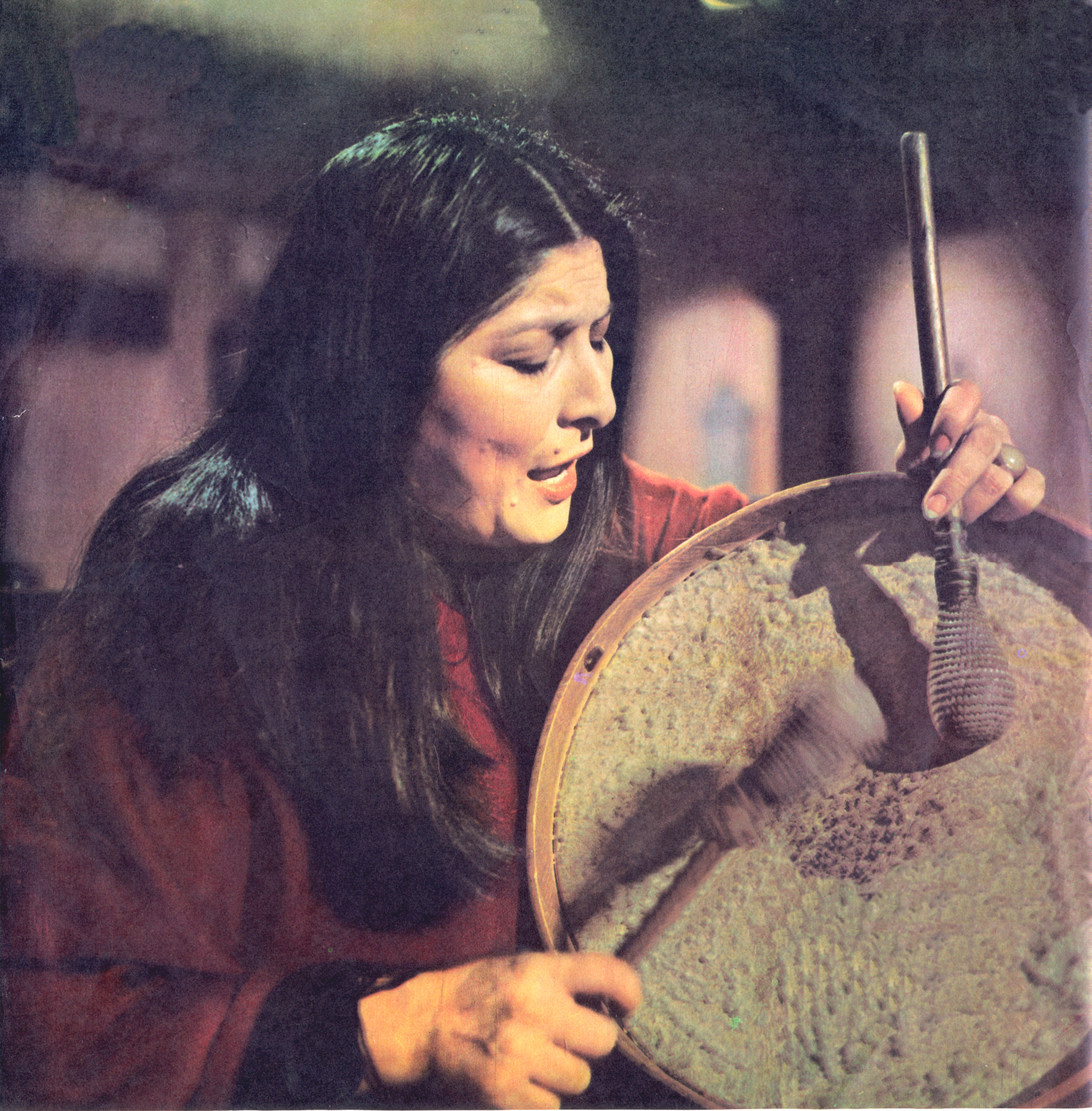
Fotografía de la cantante argentina Mercedes Sosa perteneciente al disco "Mercedes Sosa", serie "Grandes Artístas" editado en Argentina en 1973.

«Gracias a la vida» es una de las canciones chilenas más conocidas e interpretadas en el mundo, y permanentemente está incluida en antologías de canciones latinoamericanas. 
La versión interpretada en 1971 por la cantante argentina Mercedes Sosa en el disco Homenaje a Violeta Parra difundió la canción a nivel internacional dentro del mundo hispanohablante.
Por otro lado, la legendaria cantante folk Joan Báez popularizó la canción en los Estados Unidos en 1974 al incluir una versión de la canción en su álbum del mismo nombre con canciones en español. La cantante finlandesa Arja Saijonmaa grabó esta canción en finlandés (Miten voin kyllin kiittää) y en sueco (Jag vill tacka livet) junto con Inti-Illimani, siendo esta última una de las interpretaciones más populares en ese idioma.

## Versiones

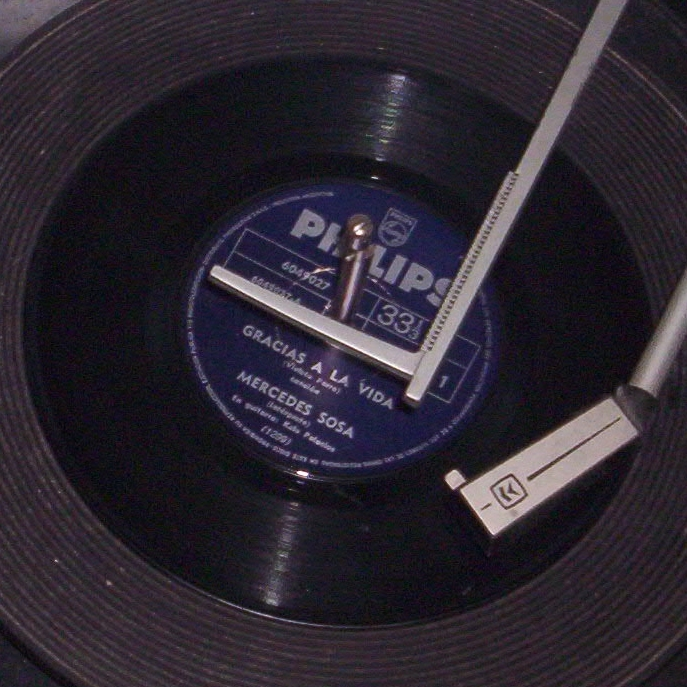
Disco de vinilo de "Gracias a la vida" interpretada por Mercedes Sosa.

A continuación, se listan aquellas versiones de «Gracias a la vida» editadas en disco, tanto de artistas chilenos como de extranjeros:
- 1970 - Cecilia en Gracias a la vida.
- 1970 - Isabel Parra en Los Parra de Chile.
- 1970 - Chagual en Tu canto Viola doliente.
- 1971 - Mercedes Sosa en Homenaje a Violeta Parra.
- 1973 - Alberto Cortez en Ni poco... ni demasiado.
- 1974 - Gabriella Ferri versión en italiano (Grazie alla vita) en Remedios.
- 1974 - Joan Báez en Gracias a la vida.
- 1975 - Raphael en Recital hispanoamericano.
- 1976 - Elis Regina en Falso Brilhante.
- 1976 - María Jiménez en María Jiménez.
- 1976 - Johnny González en Jazz a 4000 metros de altura
- 1977 - Gabi Novak en Hvala ti, živote
- 1979 - Arja Saijonmaa e Inti-Illimani en Jag Vill Tacka Livet.
- 1979 - Pedro Vargas en Que Alegría.
- 1980 - Sonia la Única en Sonia canta a Violeta Parra.
- 1983 - Los Chalchaleros en A Latinoamérica.
- 1983 - Los Calchakis en Pueblos del Sur.
- 1983 - Óscar Chávez en 16 éxitos de oro.
- 1985 - Roberto Goyeneche con la Orquesta de Carlos Franzetti en El Polaco por dentro.
- 1989 - Tania Libertad en Alfonsina y el Mar (música regional mexicana, pop)
- 1991 - Vicente Fernández en  Mi viejo.
- 1992 - Richard Clayderman en América Latina… mon amour.
- 1994 - Plácido Domingo en De mi alma latina.
- 1996 - Facundo Cabral en Este es un nuevo día
- 1996 - Nana Mouskouri en Nana Latina.
- 1997 - Soledad Bravo en Cuando hay amor
- 1998 - Ana Belén en vivo con María del Mar Bonet e Isabel Parra en Concierto Homenaje a Salvador Allende.
- 1999 - Luis Jara en Lo nuestro... ayer y hoy.
- 1999 - Maurane en Sol en Si 4 - Chacun peut y mettre du sien
- 2001 - Myriam Hernández en El Amor en Concierto
- 2001 - Omara Portuondo en Dos gardenias
- 2001 - Los Bunkers en Después de vivir un siglo.
- 2002 - Chavela Vargas en Sus 40 grandes canciones.
- 2003 - María Dolores Pradera en Canciones del alma.
- 2003 - Plácido Domingo en Canciones de amor.
- 2003 - Alejandro Marcovich en Nocturnal.
- 2004 - María José Quintanilla en Canta América.
- 2005 - Yasmin Levy en La Judería - Ladino meets flamenco.
- 2005 - La Oreja de Van Gogh en el Festival de Viña del Mar.
- 2007 - Verónica Garay Opaso en Así.
- 2006 - Amaury Pérez y Frank Fernández en Los dúos.
- 2006 - Savia Andina en 30 años.
- 2007 - Gloria Simonetti en 40 años de gloria.
- 2007 - Ángel Parra en Violeta se fue a los cielos.
- 2007 - Los Tres en Cantores que reflexionan: sintiendo a Violeta".
- 2007 - Jorge González en Cantores que reflexionan: sintiendo a Violeta.
- 2009 - Pasión Vega en Gracias a la vida.
- 2009 - Rosario Flores en Cuéntame.
- 2009 - Raphael en su gira celebrando sus 50 años sobre los escenarios.
- 2011 - Luz Casal en su álbum Un ramo de rosas
- 2012 - María Dolores Pradera a dúo con Raphael en el disco Gracias a vosotros.
- 2012 - Davichi en Music Bank Chile 2012.
- 2014 - Ana Gabriel en Festival Internacional de la Canción de Viña del Mar.
- 2014 - Pablo Abraira en su gira por Chile Volvería a volver.
- 2016 - Jesse & Joy en Premios Platino 2016.
- 2016 - Zaz en vivo en varios conciertos.
- 2018 - Raphael en Teletón.
- 2018 - Cécile McLorin Salvant en vivo en Noches del Botánico 2018.
- 2019 - Flor Silvestre en el sencillo digital Gracias a la vida.
- 2021 - Kacey Musgraves en su disco star-crossed.
- 2025 - Shawn Mendes en las ediciones argentina y chilena del festival Lollapalooza.
- 2025 - Laura Pausini en vivo en varios conciertos.
- 2025 - Gemma Humet (en directo en lengua catalana).
- 2025 - Abel Pintos en su disco de título homónimo.

### Versión de Nicole Natalino
Puesto que en 2010 Chile celebró su bicentenario, la organización del Festival de Viña del Mar de 2010 seleccionó a esta canción como una de las diez que competirían para elegir a la representante de Chile en el evento musical. Los diez temas chilenos fueron interpretados por jóvenes promesas de la música de Chile, siendo elegida para interpretar «Gracias a la vida» Nicole Natalino, quien accedió a participar pese a que no le gusta competir. Según la animadora del certamen viñamarino, Soledad Onetto, el tema es más sensual que la propia versión original de Violeta Parra. El 28 de noviembre de 2009 en el programa Camino a Viña, conducido por Felipe Camiroaga y Soledad Onetto y emitido por Canal 13 en conjunto con Televisión Nacional de Chile, «Gracias a la vida» no quedó dentro de las 5 canciones más votadas, ganando finalmente «El tiempo en las bastillas», compuesta por Fernando Ubiergo e interpretada por Difuntos Correa. Al día siguiente, quien defendía la canción, admitió en Twitter su confusión respecto a los resultados arrojados en el programa.
Tita Parra, nieta de Violeta Parra e hija de Isabel Parra, manifestó su descontento declarando que la canción ganadora no era merecedora:

Todos sabemos la calidad creativa de Violeta Parra, especialmente el valor universal de la composición «Gracias a la vida», y este concurso no influye en el valor reconocido de Violeta para nada.

Otro factor que pudo influir es que «El tiempo en las bastillas» es la canción principal de la serie Los 80 y pudo ser un factor favorable para ser elegida, el productor Camilo Fernández argumenta:

Si alguien pudo votar influenciado por ese factor, es porque no sabe de música. La competencia evaluaba a las canciones y para mí la mejor era «Gracias a la vida».

Por su parte, el autor de la canción ganadora, Fernando Ubiergo, declaró:

Lo entiendo en el contexto en que se eligió en un programa de televisión y no puedo decir que la elección no me emociona, pero no creo que mi canción sea mejor que otras grandes como «Gracias a la vida».

### Versión benéfica de 2010
El 27 de febrero de 2010, ocurrió un terremoto —seguido por un maremoto— considerado como una de las más terribles catástrofes de los últimos tiempos, afectando gran parte de las zonas sur y centro de Chile. Por esos días, el cantante chileno Beto Cuevas era el presidente del jurado del LI Festival Internacional de la Canción de Viña del Mar; sin embargo, la tragedia hizo suspender la noche de cierre, día en que se presentaba justamente él. Beto Cuevas tenía programado volver a Los Ángeles, donde está radicado actualmente, pero su compromiso con su país lo hizo declinar su partida; participó en Chile ayuda a Chile y de regreso en los Estados Unidos tuvo la idea de reunir a estrellas latinoamericanas para hacer una versión de «Gracias a la vida».

En un principio me ofrecieron crear un tema nuevo, pero preferí optar por algo más fuerte, que tenga una connotación especial. Además, refleja cierta esperanza de salir adelante.
Beto Cuevas.

Para este proyecto contactó productor también chileno más exitoso en el extranjero Humberto Gatica.

Él llegó con esa idea y yo empecé a llamar a mis amistades para que la iniciativa tomara forma. Ahí nos pusimos manos a la obra.
Humberto Gatica.

Ambos empezaron a llamar diferentes estrellas latinas, el cantante llamó a Fher (Maná) y a Miguel Bosé ambos accedieron. En tanto Gatica, con el respaldo de Íñigo Zabala —presidente de la filial latina de Warner Music—, logró reunir a Juanes, Alejandro Sanz, Laura Pausini, Juan Luis Guerra, Shakira y hasta el crooner canadiense Michael Bublé, su artista más cercano en la última década y el único nombre anglo del grupo.
«La idea es montar un trabajo colectivo donde la canción será más poderosa, moderna y rítmica que la original. Cada artista cantará una parte», dijo Cuevas, «pero no será un "We are the world", no queremos competir», agregó Gatica, ante el más obvio paralelo con el himno benéfico donde también participó.
Cuevas y Gatica empezaron a grabar el 9 de marzo en el estudio del ingeniero de sonido en Los Ángeles, para analizar y dar el mapa de voces y afinar de acuerdo con la versión original de Violeta Parra. El ex La Ley grabó su parte y envió la versión al resto de los artistas, quienes lo registraron por separado. Incluso Sanz lo hizo en Santiago, aprovechando que se encontraba en el país por su espectáculo en Movistar Arena. Además, cada uno de los protagonistas hizo un video que acompañó la canción. El tema se lanzó en ITunes en la semana del 22 de marzo. Todas las ganancias del tema fueron para los damnificados del sismo.